# Mordellistena humerosa
Mordellistena humerosa är en skalbaggsart som beskrevs av Ray 1946. Mordellistena humerosa ingår i släktet Mordellistena och familjen tornbaggar. Inga underarter finns listade i Catalogue of Life.